# Nano sound museum (アルバム)
『nano sound museum』（ナノ・サウンド・ミュージアム）はnano sound museumの1枚目のアルバム。

## 概要
ビーイング関連インディーズレーベルからリリースした初のフル・アルアルバムはアルバムタイトルをセルフタイトルにしており、収録タイトルは全て小文字になっている。本作を引っ提げて、アパレル・ブランドのnano・universeGROUNDFLOOR及びTOWER RECORDSとコラボした本作に収録されている3曲のリミックスを収録したフリー・サンプラーを配布することを発表した。

## 批評
Skream!の石角友香は「R&Rリヴァイバル的なギター・サウンドとビートを持った「kill the music」、ブライトなサウンドとトライヴァルなビートでアルバムに緩急をつける「realize」など、攻めの姿勢の中にもアレンジのバリエーションが」と評した。
CDジャーナルは「混沌とした時代にロックのダイナミズムで心を躍らせ、ダンス音楽の高揚感で体を踊らせる」と評した。

## 収録曲
全曲　作詞・作曲：ナガオタツキ　編曲：nano sound museum
1. ain't nothing but my music
2. no escaping
3. disco
4. break out
5. kill the music
6. realize
7. interlude
8. breathe
9. booster
10. starlight